# キングクリスチャン島
キングクリスチャン島（キングクリスチャンとう、King Christian Island）は、カナダのヌナブト準州に属する、クイーンエリザベス諸島を構成する島のひとつ。北緯77度45分西経102度00分に位置する。面積は 645 km2である。